# Carestia olandese del 1944

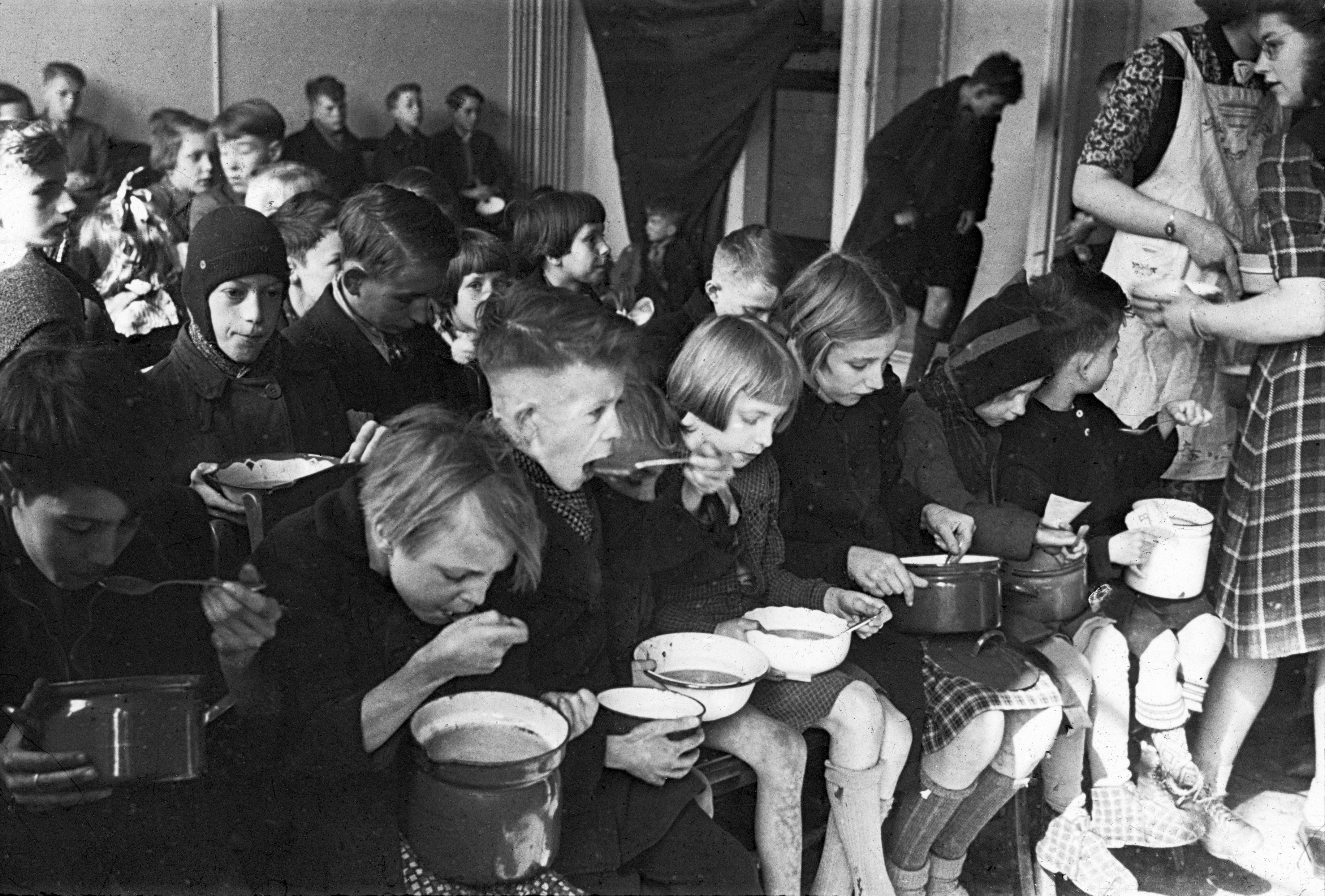
Alcuni bambini olandesi mentre mangiano la zuppa durante la carestia

La carestia olandese del 1944 (in lingua olandese: «Hongerwinter»,  l'inverno della fame), è stata una carestia che si verificò durante l'inverno 1944-45, negli ultimi mesi prima della fine della seconda guerra mondiale, nella parte dei Paesi Bassi che era ancora occupata dall'esercito tedesco, in particolare nelle province occidentali, al di sopra dei grandi fiumi. È l'unica carestia della storia di cui si conoscano l'inizio, la fine e le numerose conseguenze sanitarie.

## Cause

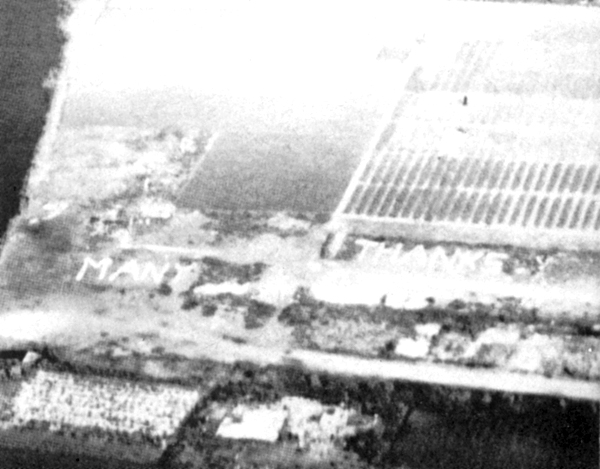
Ringraziamento ("Many Thanks") scritto con i tulipani per ringraziare gli aviatori Alleati dell'Operazione Manna, Paesi Bassi, maggio 1945

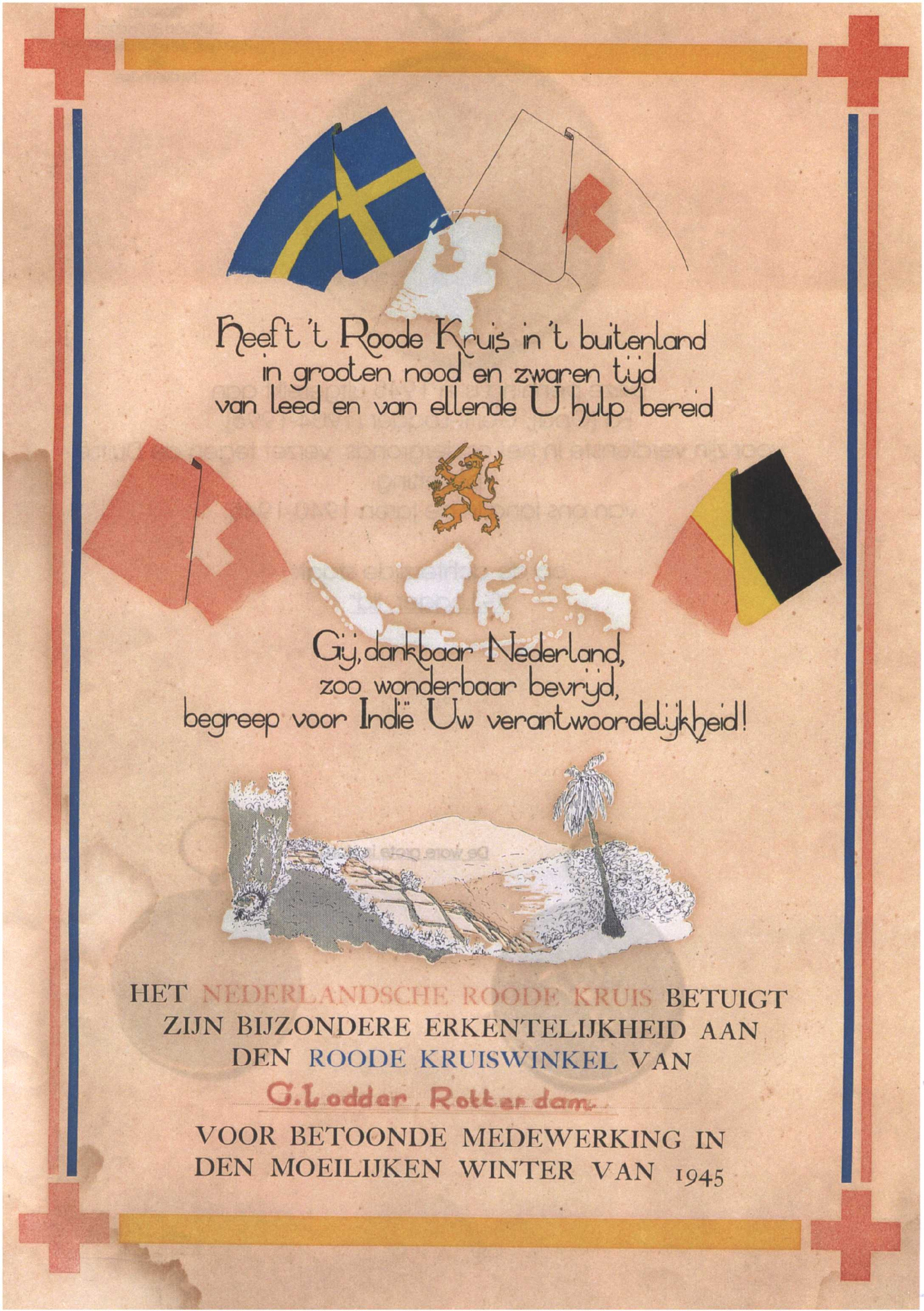
Diploma dato a un panettiere olandese che si era prodigato per fornire "pane svedese"

Dopo lo sbarco delle forze Alleate nel D-Day, le condizioni peggiorarono per i Paesi Bassi occupati dall'esercito tedesco. Gli Alleati furono in grado di liberare la parte meridionale del paese, ma la loro avanzata fu bloccata quando l'Operazione Market Garden, il tentativo di guadagnare il controllo del ponte tra il Reno e l'Arnhem, fallì. Dopo che i ferrovieri olandesi accolsero l'appello del governo olandese in esilio di distruggere le linee ferroviarie per favorire gli sforzi Alleati per la liberazione, l'amministrazione tedesca reagì ponendo un embargo su tutti i trasporti di cibo nei Paesi Bassi occidentali.
Per l'inizio del novembre 1944 l'embargo fu parzialmente allentato, e le autorità tedesche permisero trasporti di cibo limitatamente alle vie d'acqua, ma era già arrivato un inverno insolitamente precoce e rigido. I canali gelarono e divennero non navigabili per le chiatte. Nelle città occidentali le riserve di cibo si esaurirono rapidamente. Le razioni di cibo per gli adulti in città come Amsterdam scesero a 580 kilocalorie alla fine del mese di febbraio 1945.
Quell'inverno, che sarebbe rimasto inciso nella memoria degli olandesi come Hongerwinter (l'inverno della fame), mentre i Paesi Bassi diventavano uno dei principali campi di battaglia del fronte occidentale, un numero di fattori contribuirono alla denutrizione della popolazione: l'inverno stesso fu insolitamente duro e, insieme ai vasti e diffusi effetti distruttivi della guerra, la ritirata dell'armata tedesca distrusse le paratie e i ponti per allagare il paese e impedire l'avanzata degli Alleati, il che rovinò molta terra coltivabile e rese il trasporto delle riserve disponibili ancora più difficile.
Per cercare il cibo la popolazione era disposta a camminare per centinaia di chilometri nel tentativo di raggiungere le fattorie per poter scambiare beni preziosi con cibo. Si giunse a mangiare anche i bulbi dei tulipani e le barbabietole da zucchero. Mobili e case vennero smantellati per riscaldarsi. Dal settembre 1944 all'inizio del 1945 circa 18 000 olandesi trovarono la morte. La carestia olandese del 1944 ebbe fine con la liberazione dei Paesi Bassi da parte delle forze Alleate nel maggio dell'anno seguente. Subito prima un certo sollievo fu fornito dal «pane svedese», che in realtà era pane cotto nei Paesi Bassi, ma con farina inviata dalla Svezia. Subito dopo gli occupanti tedeschi permisero alla Royal Air Force di sganciare aiuti in cibo sui territori occupati nella cosiddetta Operazione Manna. I due eventi sono spesso confusi, tanto che spesso si commemora il pane sganciato dagli aerei, cosa mai avvenuta.

## Conseguenze
La carestia olandese del 1944 è rimasta, nella memoria pubblica del paese, come l'unica carestia moderna direttamente riconducibile all'azione di forze occupanti. I documenti dell'epoca riguardanti l'evento sono molto numerosi: le autorità sanitarie olandesi hanno infatti aggiornato i registri sanitari di tutti i cittadini alla fine della guerra, accorgimento che permise agli scienziati di misurare gli effetti della carestia sulla salute umana.
Già nel 1945 si riconobbe come la carestia potesse essere studiata per misurare, ad esempio, gli effetti della malnutrizione materna sullo sviluppo del feto. Sono stati fatti numerosi studi epidemiologici di gruppo che hanno mostrato, poi, come i soggetti esposti alla carestia materna in epoca fetale soffrissero, rispetto ai nati nei periodi precedenti o seguenti la carestia, di un aumentato rischio di obesità, ipertensione, diabete di tipo II e disturbi psicopatologici (schizofrenia e depressione) trasmessi ai discendenti con meccanismi epigenetici. Un effetto, quest'ultimo, che prese rapidamente il nome di "De Hongerwinter".